# 모리스 비숍

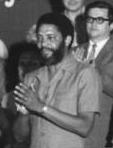
1982년 6월 11일 동독에서 방문한 모리스 비숍

모리스 비숍(영어: Maurice Bishop, 1944년 5월 29일 ~ 1983년 10월 19일)은 그레나다의 공산주의 혁명가이다. 혁명을 통해 그레나다 인민 정부를 세우고 그레나다의 수상이 되었다.

## 생애
혁명 전 그레나다의 수상이었던 에릭 게일리는 영국 및 프랑스 등의 해외 자본과 결탁하여 노동 운동을 탄압하였다. 열악한 지지 기반을 갖고 있던 게일리는 지역 갱단을 정치깡패로 활용하여 사회 운동가를 탄압했다.
비숍은 1979년 에릭 게일리를 몰아내는 개혁적 쿠데타를 일으켜 그레나다 인민 정부를 세웠다.

## 정책
비숍은 쿠데타 성공 직후 게일리를 즉시 수상직에서 철직했으며, 법 개정 또는 선거 과정 없이 곧바로 새로운 수상으로 취임하였다. 수상이 된 직후 그는 쿠바와 국교를 맺었고 포인트 살린 국제 공항(Point Salines Airport)을 건설하였다.
소비에트 연방의 제도를 모방하여 주요 직책 여성 할당제, 남녀동일임금법, 출산휴가제도 등을 도입했다. 교육법과 공공의료법을 제정하여 의료비, 교육비 전액을 국가가 지불하게 하였으며, 각 지역에 진료소와 국영 탁아소를 건설하였다. 이러한 변혁은 매우 빠르게 실시되었는데, 이는 언론과 야당의 탄압을 전제로 했던 것이다. 비숍은 선거를 무기한 정지시켰는데, 그는 서구식 민주주의를 〈살인을 방관하는 제도〉라고 규정하였고, 쿠바식 혁명 독재 체제를 구축하려고 했다.
교육, 식량, 의료, 주거 차원에서 대대적인 변혁을 이끌었다. 이 시기 50%에 달했던 실업률은 14%로, 35%에 달했던 문맹률은 5%로 낮아졌다.

## 사망
혁명 운동 내에서 분열이 일어났다. 급진파이자 그레나다 인민혁명군 사령관인 허드슨 오스틴은 쿠데타를 일으켜 비숍을 감금하였다. 이후 비숍을 지지하는 전국적인 시위가 일어났고, 오스틴은 비숍을 석방하였다. 그러나, 전국적인 시위는 내전으로 이어졌고 결국 이 과정에서 비숍은 군의 사격에 의해 사망한다.
이후 미국이 그레나다를 침공하면서 혁명 정부의 사회 변혁 정책은 모두 폐지되었다.